# برلینگتون نوردرن سانتافه
برلینگتون نوردرن سانتافه (انگلیسی: Burlington Northern Santa Fe) شرکت ترابری آمریکایی است، که در سال ۱۹۹۳ تأسیس شد.